# Todeschini Alimentos
Todeschini Alimentos foi uma industria localizada na cidade de Curitiba, no estado brasileiro do Paraná.
A Todeschini produzia massas, biscoitos e bolachas e foi a primeira fábrica de massas no sul do Brasil e também uma das pioneiras nacionais no lançamento de massas coloridas.

## História
Giuseppe Todeschini chegou ao Brasil na década de 1870, vindo de Verona, na Itália, e para ganhar a vida no Brasil, passou a produzir macarrão artesanal em uma prensa manual, que vendia de porta em porta, pois na Curitiba do final do século XIX, a população brasileira não tinha muito conhecimento do prato típico italiano. Seu produto era feito em sua casa desde 1885 e após muito empenho e conquistar uma grande freguesia, Giuseppe fundou, em 1906, uma fábrica de massas operada com uma prensa movida a tração animal.
Inicialmente, o nome do seu comercio artesanal era "Fabbrica Di Paste Alimentície Di Giuseppe Todeschini" (em 1885) e com o passar do tempo e o crescimento das vendas, fundou uma fábrica (em 1906) e ampliou sua produção, diversificando seus produtos, como a produção de balas em 1932 e em 1951 produzindo biscoitos e bolachas e adequando sua razão social em cada nova etapa dos negócios, como "José Todeschini & Filhos" (na década de 1920 e mesmo depois do falecimento de Giuseppe) até as "Indústrias Todeschini S.A." ou com o seu nome fantasia de "Todeschini Alimentos".
Na década de 1970 a industria saiu das suas instalações originais, localizadas na avenida Sete de Setembro, no antigo bairro industrial de Curitiba (no bairro do Rebouças), para o bairro do Pinheirinho.
No início do século XXI, a Todeschini já passava por uma crise financeira que agravou-se entre os anos de 2011 e 2012, resultando no fechamento da empresa em fevereiro de 2013, após mais de 100 anos de funcionamento da fábrica e mais de 120 anos produzindo o prato dos imigrantes italianos. 

## Marca
Depois da falência da empresa, os detentores do patrimônio ativo da instituição repassaram, em 2014, a licença de uso e exploração da marca "Todeschini" para a industria paulista "Selmi", também do ramo de alimentos e detentora das marcas "Galo" e "Renata". Em março de 2021, a Selmi comprou, em definitivo, a marca de massas e biscoitos.